# Élection présidentielle nigériane de 2007
L’élection présidentielle nigériane de 2007 a lieu le 21 avril 2007, le même jour que les élections législatives, afin d'élire le président et le vice-président du Nigeria.

## Contexte
Cette élection doit permettre aux Nigérians de choisir leur nouveau président, le mandat d’Olusegun Obasanjo, au pouvoir depuis 1999 arrivant à terme.
Le président sortant avait tenté en 2006 d’amender la constitution afin de pouvoir se présenter une nouvelle fois. Cependant, le parlement avait refusé cette réforme. Pour la première fois depuis l’indépendance du pays en 1960, un président élu doit succéder à un autre président élu.
Atiku Abubakar, vice-président a longtemps été considéré comme le dauphin du président sortant. Cependant, il avait mené la fronde contre la tentative de modification constitutionnelle. Il est alors tombé en disgrâce. Le président Olusegun Obasanjo a tenté de le destituer en vain. Atiku Abubakar, exclu du parti au pouvoir, le Parti démocratique du Peuple (PDP), a créé son propre parti, l’Action congress (AC).
Les électeurs devaient notamment choisir le successeur du président, au pouvoir depuis 1999, lors d'un scrutin annoncé comme historique car il débouchera sur la première transition civile à la tête du pays depuis l'indépendance en 1960. La Commission électorale nationale (INEC) a tenté d’empêcher la candidature d’Atiku Abubakar, accusé de corruption mais la Cour suprême du Nigeria a invalidé cette décision.
Une semaine avant l’élection présidentielle, les élections régionales se sont déroulés dans un climat de violence. Dénonçant les fraudes, l’opposition a demandé leur annulation et le report de l’élection présidentielle, menaçant d’appeler au boycott avant d’y renoncer devant la volonté du pouvoir de maintenir les élections.

## Mode de scrutin
Le président du Nigeria est élu selon une variante en trois tours du scrutin uninominal majoritaire pour un mandat de quatre ans, renouvelable une seule fois. Est ainsi élu au premier tour le candidat ayant recueilli la majorité relative des suffrages exprimés au niveau national et plus de 25 % dans au moins 24 des 36 États du pays. À défaut, un second tour est organisé entre le candidat arrivé en tête et celui ayant obtenu la majorité relative dans le plus grand nombre d'États, ou, en cas d'égalité de nombre d'États entre plusieurs de ces candidats, celui d'entre eux ayant obtenu le plus de voix. Pour l'emporter, un candidat doit toujours réunir la majorité relative au niveau national et plus de 25 % des voix dans au moins 24 États. Si aucun des deux n'y parvient, un troisième tour est organisé entre les deux candidats. Celui qui recueille le plus de suffrages au troisième tour est alors déclaré élu,.
Les candidats doivent être de nationalité nigériane de naissance, ne pas avoir volontairement acquis une autre nationalité, être âgé d'au moins 35 ans, ne pas avoir de casier judiciaire, être membre et candidat officiel d'un parti politique reconnu, et avoir suivi un cursus scolaire au minimum jusqu'à l'enseignement secondaire.
Chaque candidat se présente avec un colistier, lui même candidat à la vice-présidence et membre du même parti que le candidat à la présidence. Le vice-président remplace le président en cas de vacance du pouvoir, jusqu'au terme de son mandat de quatre ans. Le nouveau président peut alors nommer un nouveau vice-président avec l'accord de chacune des deux chambres du Parlement. Dans le cas où la vacance concerne le président et le vice-président simultanément, le président du Sénat assure l'intérim avant une nouvelle élection présidentielle organisée dans les trois mois. Le président élu lors de cette élection anticipée ne l'est cependant que pour la durée restante du mandat de quatre ans de son prédécesseur.

## Résultats
Le président de la commission électorale nationale (INEC) Maurice Iwu a annoncé les résultats de l’élection le lundi 23 avril».
- Umaru Yar'Adua, gouverneur de l'État de Katsina (nord) et candidat du parti au pouvoir (PDP) est élu avec 24 638 063 voix.
- Le général Muhammadu Buhari, (All Nigeria Peoples Party, ANPP), a recueilli 6 605 299 suffrages.
- Atiku Abubakar, vice-président a obtenu 2 637 848 voix.

## Contestations

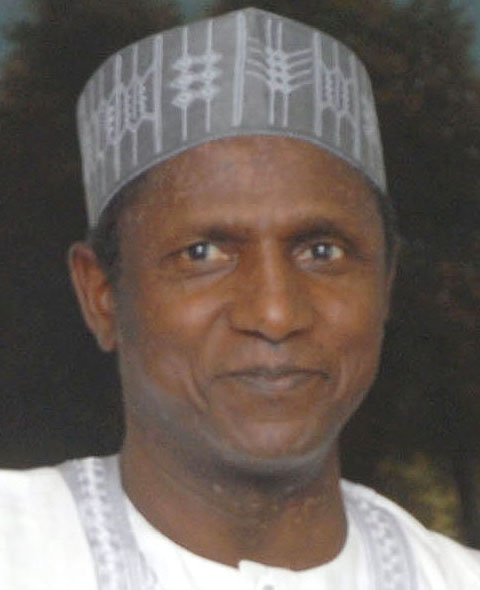
Umaru Yar'Adua - 13e président du Nigéria.

L’opposition a dénoncé les fraudes massives qui ont entaché la régularité du scrutin. L’Action congress, parti fondé par le vice-président Atiku Abubakar, a demandé l’annulation de l’élection.
La Communauté économique des États de l'Afrique de l'Ouest (Cédéao) considère que l’élection n’était ni libre ni équitable et les observateurs du Commonwealth ont fait part d' « imperfections significatives ».
Wole Soyinka, Prix Nobel de littérature 1986, parlant au nom de 48 lauréats du Prix Nobel a demandé le 22 mai l’annulation des élections, craignant que le manque de légitimité du nouveau gouvernement n'augmente les risques d'un conflit violent qui aurait des conséquences graves pour le Nigeria et pour la région.
Le 22 mai, Atiku Abubakar a introduit un recours pour dénoncer les conditions d'organisation de cette élection à l'issue de laquelle la Commission électorale nationale indépendante (INEC) a proclamé la victoire de Umaru Musa Yar'Adua. Parmi les reproches fait par le candidats, figurent le rejet illégal des dossiers de certains candidats, le non-respect du code électoral, des manœuvres frauduleuses et l'attribution arbitraire, par l'INEC, de suffrages.
Le 24 mai, le Parlement européen a dénoncé les violences électorales. Il réclame l’organisation de nouvelles élections, placée sous le contrôle d’une commission électorale nationale indépendante et demande à l’Union européenne de ne pas allouées aux structures fédérales ou étatiques des aides tant que de nouvelles élections n’auront pas été organisées.